# Albert Tucker
Albert William Tucker (Oshawa, 28 novembre 1905 – Hightstown, 25 gennaio 1995) è stato un matematico canadese, che ha apportato importanti contributi in topologia, teoria dei giochi e programmazione non lineare.

## Biografia
Nacque ad Oshawa, Ontario, in Canada. Nel 1928 ha conseguito la laurea presso l'Università di Toronto e, nel 1929, il master. Nel 1932 ha conseguito il Ph.D. presso l'Università di Princeton sotto la supervisione di Solomon Lefschetz, con una tesi intitolata Un approccio astratto ai manifolds. Tra il 1932 ed il 1933, divenne ricercatore, a Cambridge, ad Harvard, e presso l' Università di Chicago.
Tornò a lavorare a Princeton nel 1933 e ivi rimase fino al 1974. Ha presieduto il dipartimento di matematica per circa vent'anni. Le sue strette relazioni all'interno del campus lo hanno reso una grande fonte per le storie orali della comunità matematica.
Fra i suoi studenti troviamo, Michel Balinski, David Gale, Alan Goldman, John Isbell, Stephen Maurer, vincitore del premio Turing Marvin Minsky, vincitore del premio Nobel, John Nash, Torrence Parsons, vincitore del premio Nobel Lloyd Stowell Shapley, Robert Singleton e Marjorie Stein. Tucker ha consigliato e collaborato con Harold W. Kuhn su un numero di articoli e modelli.
Nel 1950, ha dato il nome e l'interpretazione del "dilemma del prigioniero" al modello di collaborazione e conflitto di Merrill M. Flood e di Melvin Dresher, che ha portato al paradosso teorico di gioco più conosciuto. È anche noto per le condizioni di Karush-Kuhn-Tucker, un risultato fondamentale della programmazione non lineare, pubblicato in sessioni di conferenza, piuttosto che su una rivista specializzata.
Negli anni sessanta, fu interessato all'insegnamento della matematica, per cui, tra il 1960 ed il 1963 divenne presidente del comitato AP Calculus, presidente del MAA tra il 1961 ed il 1962, e attraverso numerosi laboratori estivi NSF per insegnanti di scuole superiori e universitari. George B. Thomas Jr. ha riconosciuto il contributo di Tucker di molti esercizi al classico libro di testo di Thomas, alla geometria calcistica e analitica.
Nei primi anni ottanta, Tucker ha reclutato il professore di storia di Princeton Charles Gillispie per aiutarlo a creare un progetto di storia orale, al fine di conservare storie sulla comunità matematica di Princeton negli anni trenta. Con il finanziamento della Fondazione Sloan, questo progetto ha ampliato ulteriormente la sua portata. Tra coloro che hanno condiviso i loro ricordi di Einstein, von Neumann e Gödel, sono stati il pioniere del computer, Herman Goldstine e i Nobel John Bardeen e Eugene Wigner. Muore ad Hightstown, NJ nel 1995, all'età di 89 anni.